# Detroit Institute of Arts

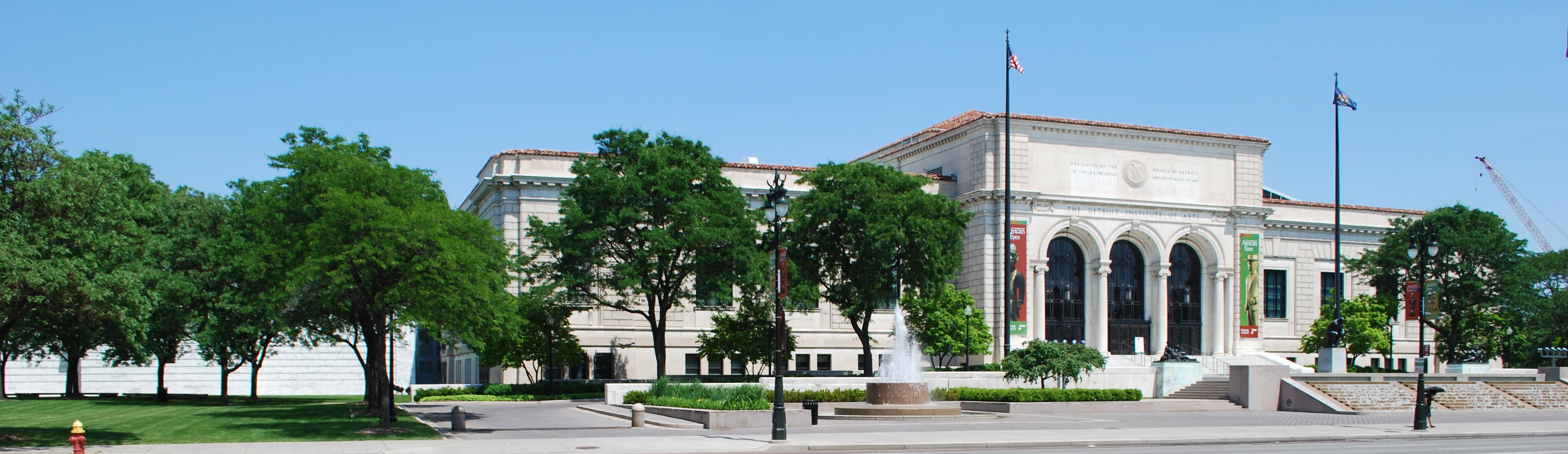

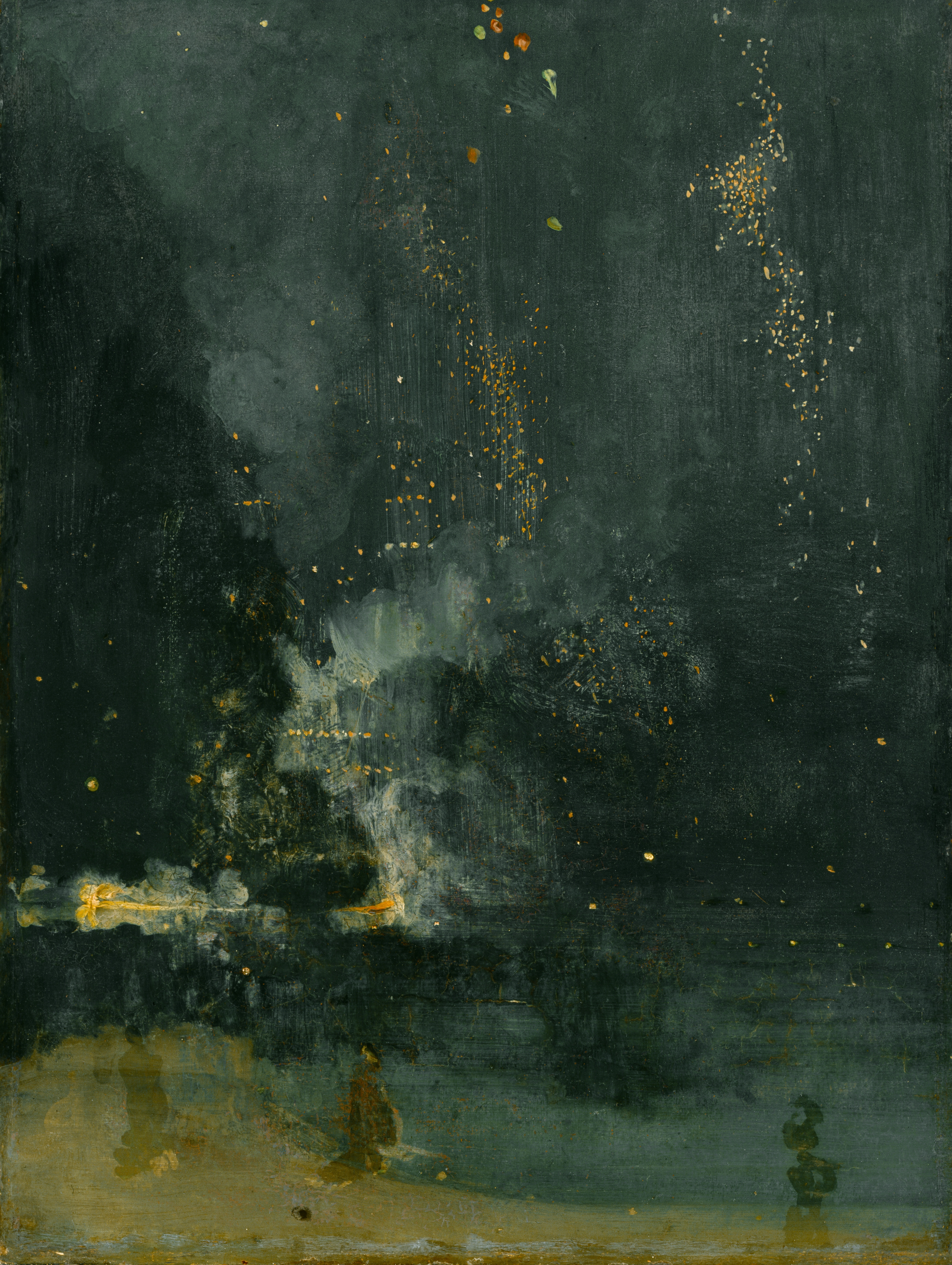
Nocturne in Black and Gold : The Falling Rocket av James McNeill Whistler.

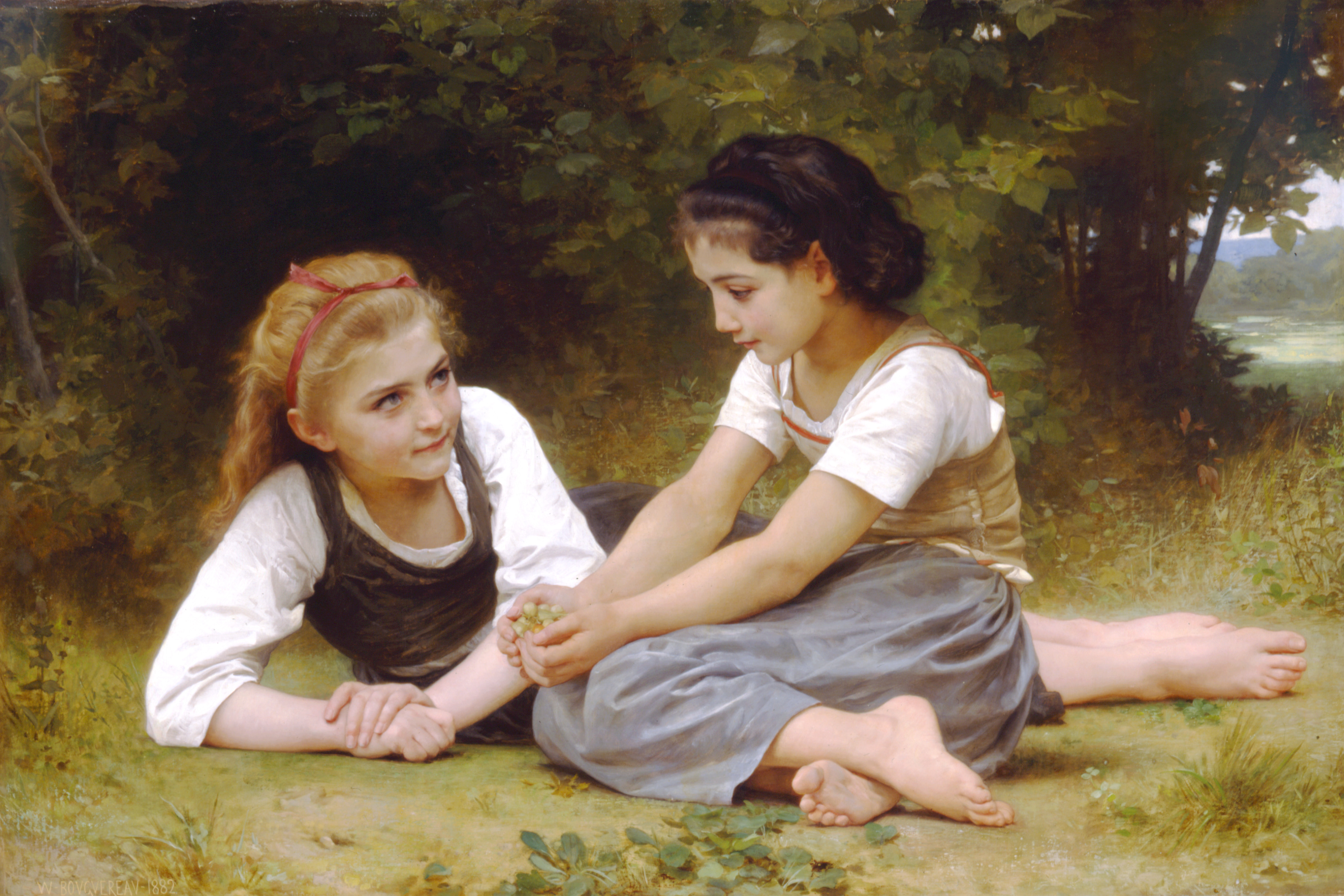
The Nut Gatherers av William-Adolphe Bouguereau.

Detroit Institute of Arts är ett amerikanskt konstmuseum.

## Samlingar
Museet har en samling på mer än 65.000 verk. Den första donerades vid grundandet av museet 1883. Museet har en samling av amerikanska målningar, skulptur, möbler och konsthantverk från 1700-talet och framåt. Av amerikanska konstnärer finns verks av bland annat  John James Audubon, Alexander Calder, Mary Cassatt, Frederic Edwin Church, Thomas Cole, John Singleton Copley, Thomas Eakins, Childe Hassam, Winslow Homer, George Inness, Georgia O'Keeffe, Frederic Remington, Paul Revere, John Singer Sargent, Yves Tanguy, Louis Comfort Tiffany, Andy Warhol, Andrew Wyeth och James McNeill Whistler.
Av äldre europeisk konst finns bland annat  Pieter Bruegel den äldres Bröllopsdansen, Jan van Eycks S:t Jerome i sitt arbetsrum, Pieter Lastmans Kung David överlämnar brevet till Uriah, Giovanni Bellinis Madonna med barn och Hans Holbein den yngres Kvinnoporträtt.

## Historik
Museets historia går tillbaka till en fem månaders resa i Italien, Frankrike, Tyskland och Nederländerna, som gjordes av den lokale tidningskungen James E. Scripps. Denne skrev reseberättelser i sin tidning The Detroit News, vilka inspirerade tidningens annonsdirektör    William H. Brearley till att ordna en konstutställning 1883 och sedan till att övertala ledande Detroit-bor att bidra till grundandet av ett konstmuseum. James Scripps bidrog med en grundplåt på 50.000 dollar. Den ursprungliga museibyggnaden invigdes i september 1888.
En ny museibyggnad, ritad av arkitekten Paul Philippe Cret, blev färdig i oktober 1927. Diego Rivera målade freskerna Detroit Industry vid den centrala innergården 1932, vilken senare glasades över. De södra och norra flyglarna byggdes 1966 respektive 1971, ritade av arkitekten Gunnar Birkerts.